# Сквер «Молодіжний»
Сквер «Молодіжний» — парк-пам'ятка садово-паркового мистецтва місцевого значення в Україні. Розташовано в с. Геронимівка (Черкаський район, Черкаська область).

## Опис
Як об'єкт природно-заповідного фонду створено рішенням Черкаської обласної ради від 05.03.2019 року № 29-48/VII.
Площа 2,0 га. Під охороною мальовнича територія, облаштоване місце для  відпочинку та проведення культурно-просвітницьких заходів; посеред скверу розташовується ставок; традиційне місце проведення свята Івана Купала.